# Annemarie Sylvia Meier
Annemarie Sylvia Meier, née le 19 février 1957, est une joueuse d'échecs allemande qui a gagné le Championnat d'Allemagne d'échecs féminin.

## Biographie
Annemarie Meier obtient son diplôme de fin d'études secondaires à l'âge de 17 ans. À la demande de son père, elle entreprend des études de mathématiques qu'elle abandonne. À l'âge de 25 ans, elle fait son coming out trans. Elle joue aux échecs à Tübingen jusqu'en 1980 et, après une pause de 15 ans, recommence à jouer en 1995, cette fois à Stuttgart et depuis lors dans la section féminine[réf. souhaitée].
Annemarie Meier remporte le championnat féminin allemand d'échecs à Altenkirchen en 2003. Elle gagne deux fois le championnat féminin allemand d'échecs en blitz (1996 et 2004) et le championnat féminin allemand d'échecs rapides (1997). Elle obtient une norme  de maître international féminin (MIF) lors du tournoi international d'échecs féminin de Wangen im Allgäu en 1997.
Durant la saison 2001-2002 de la ligue fédérale des échecs d'Allemagne, Annemarie Meier joue avec le club Stuttgarter Schachfreunde 1879 (de). Lors du championnat allemand d'échecs féminin par équipe de Braunfels en 2008, elle gagne quatre points en cinq parties pour le Württemberg sur le premier échiquier. 
Annemarie Meier est considérée comme inactive par la FIDE car elle n'a pas joué de partie classée Elo depuis la saison 2011-2012 de la ligue fédérale des échecs d'Allemagne.